# Línea T13 Express (Tranvía de París)
La Línea T13 Express de tranvía es una línea de tren-tram explotada por Transkeo, filial de SNCF y abierta al público el 6 de julio de 2022 entre Saint-Germain-en-Laye y Saint-Cyr-l'École en el departamento de Yvelines en la Île-de-France.

## Trazado y estaciones
|  |   |  | estaciones                             | Lat/Long                                       | zona | municipio             | correspondencia |
|  | - |  | -------------------------------------- | ---------------------------------------------- | ---- | --------------------- | --------------- |
|  | o |  | Saint-Germain-en-Laye                  | 48°53′54″N 2°05′42″E / 48.898433, 2.094918     | 4    | Saint-Germain-en-Laye |                 |
|  | o |  | Camp des Loges                         | 48°54′49″N 2°04′49″E / 48.913702, 2.080190     | 4    | Saint-Germain-en-Laye |                 |
|  | o |  | Lisière Pereire                        | 48°54′15″N 2°04′23″E / 48.90404, 2.072983      | 4    | Saint-Germain-en-Laye |                 |
|  | o |  | Fourqueux - Bel-Air                    | 48°53′44″N 2°04′13″E / 48.895541, 2.070343     | 4    | Saint-Germain-en-Laye |                 |
|  | o |  | Mareil-Marly                           | 48°52′52″N 2°04′46″E / 48.881143, 2.07942      | 4    | Mareil-Marly          |                 |
|  | o |  | L'Étang - Les Sablons                  | 48°52′21″N 2°04′09″E / 48.872410, 2.069050     | 5    | L'Étang-la-Ville      |                 |
|  | o |  | Saint-Nom-la-Bretèche - Forêt de Marly | 48°52′04″N 2°03′04″E / 48.867778, 2.051111     | 5    | L'Étang-la-Ville      |                 |
|  | o |  | Noisy-le-Roi                           | 48°50′29″N 2°03′43″E / 48.841334, 2.061900     | 5    | Noisy-le-Roi          |                 |
|  | o |  | Bailly                                 | 48°50′14″N 2°04′27″E / 48.837228, 2.074181     | 5    | Bailly                |                 |
|  | o |  | Allée Royale                           | 48°48′56″N 2°04′44″E / 48.815556, 2.078778     | 5    | Saint-Cyr-l'École     |                 |
|  | o |  | Les Portes de Saint-Cyr                | 48°48′24″N 2°04′38″E / 48.806793, 2.077222     | 5    | Versalles             |                 |
|  | o |  | Saint-Cyr                              | 48°47′56″N 2°04′21″E / 48.79885703, 2.07243561 | 5    | Saint-Cyr-l'École     |                 |

## Estaciones

trazado y estaciones de la línea

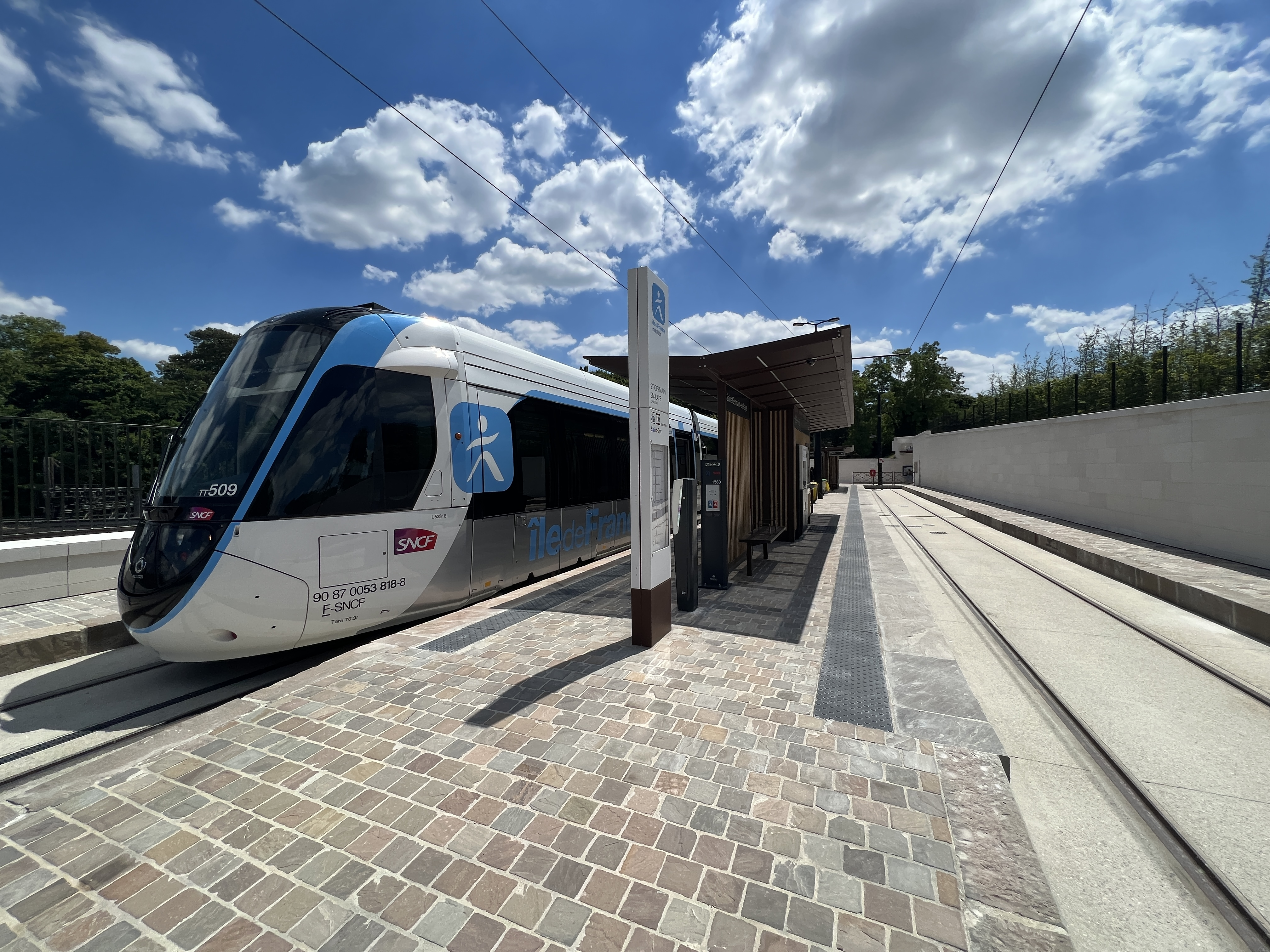
T13 - Saint-Germain-en-Laye
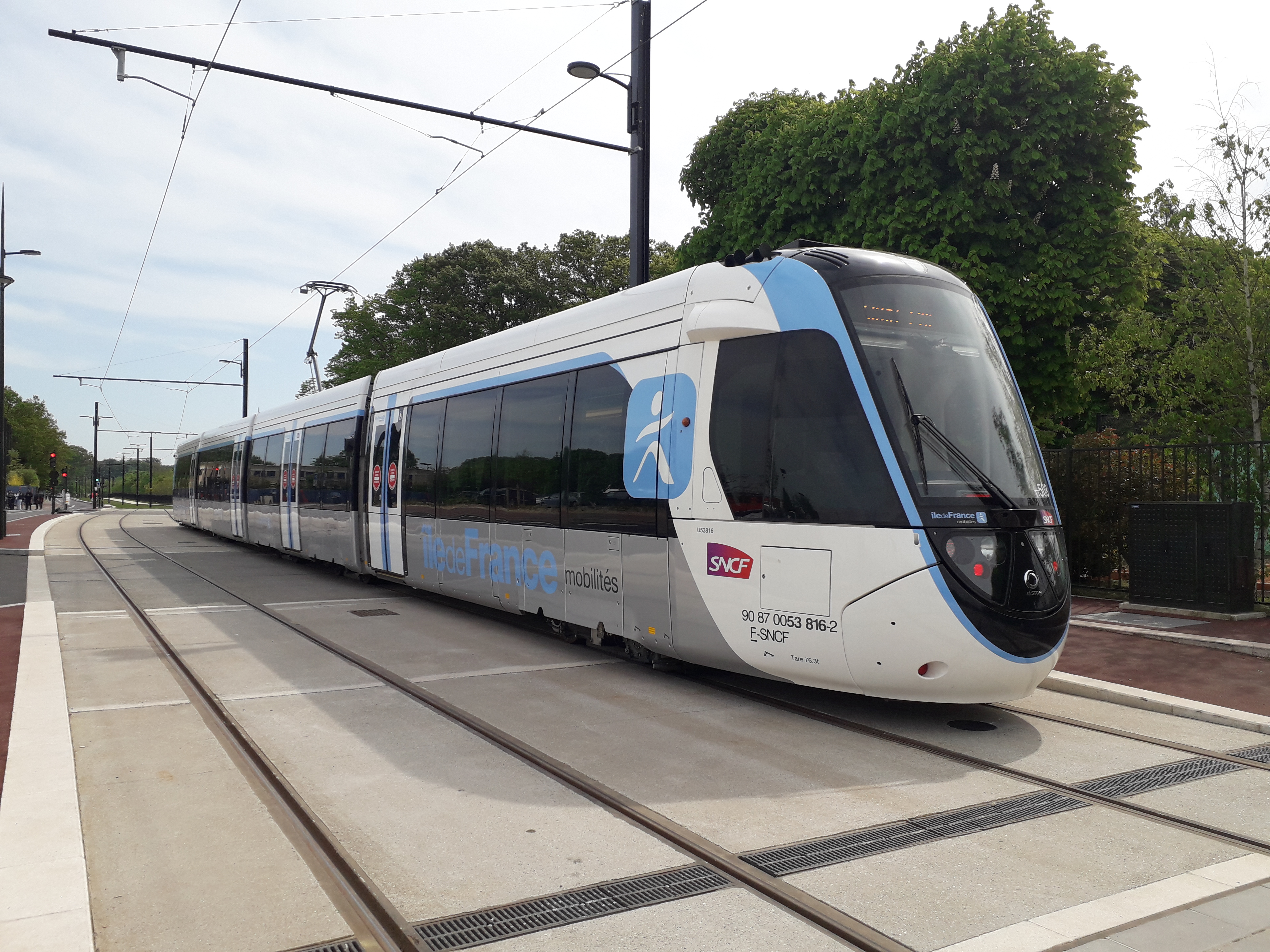
T13 - Camp des Loges
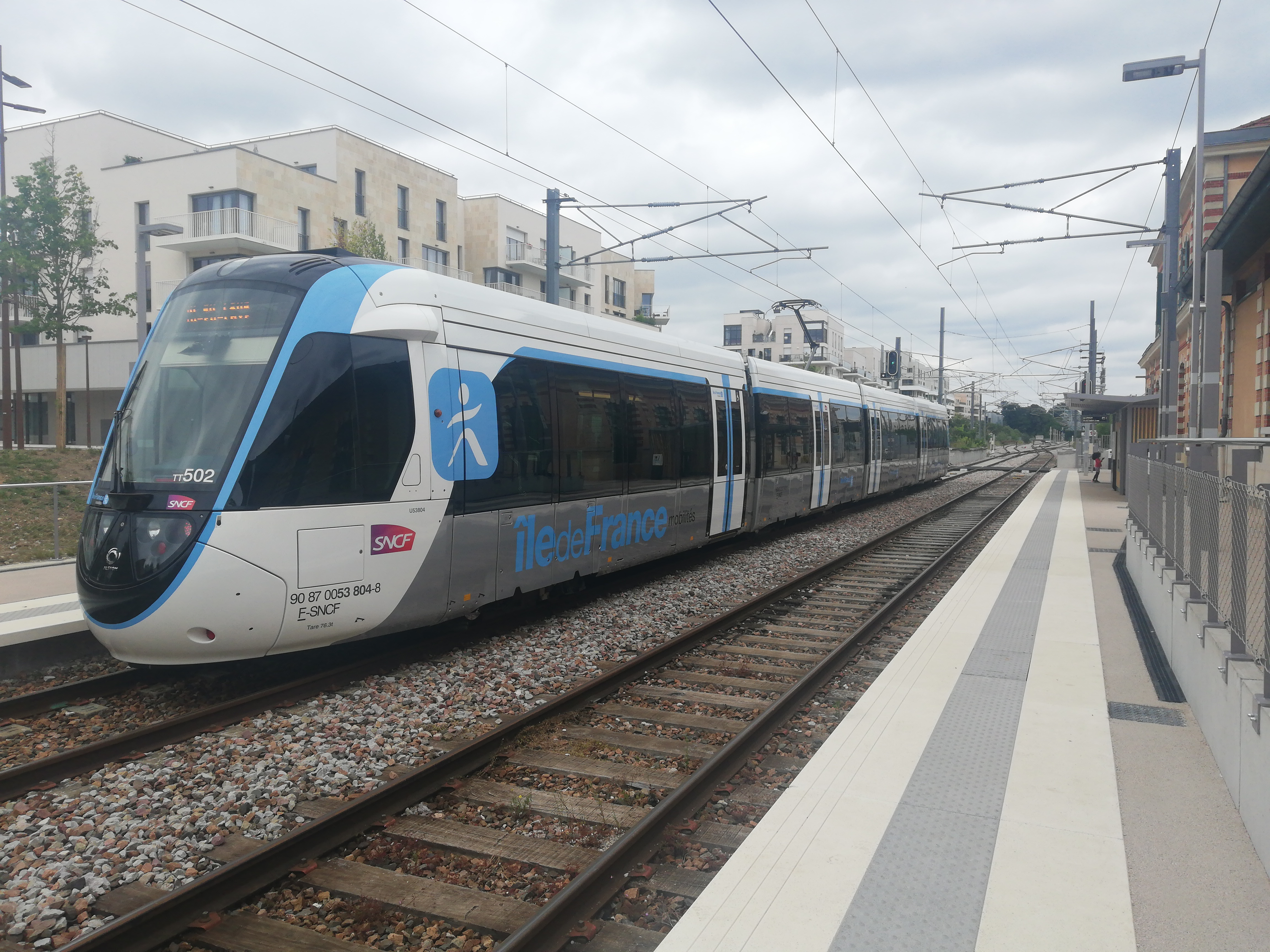
T13 - Lisière Pereire
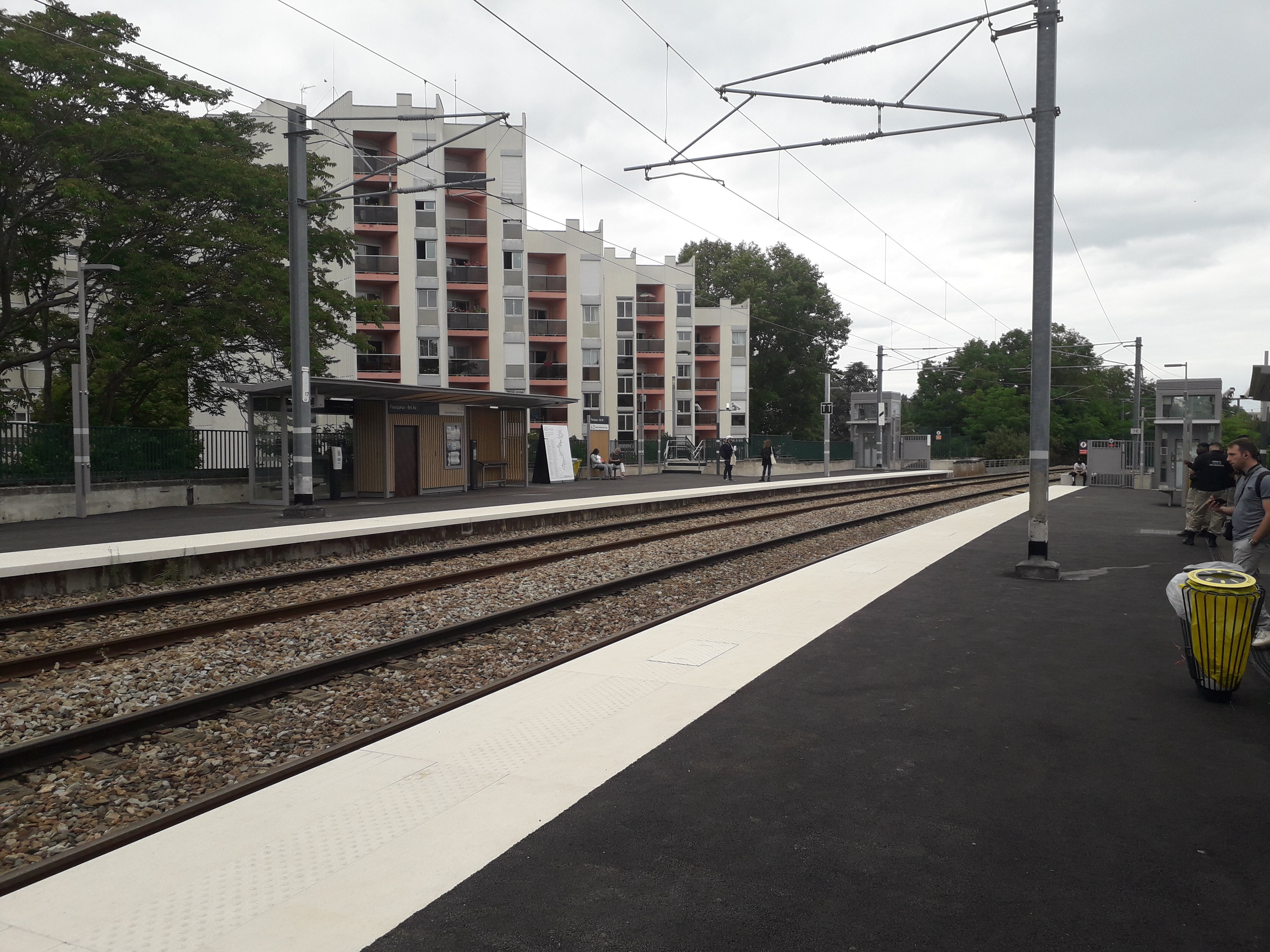
T13 - Fourqueux - Bel-Air
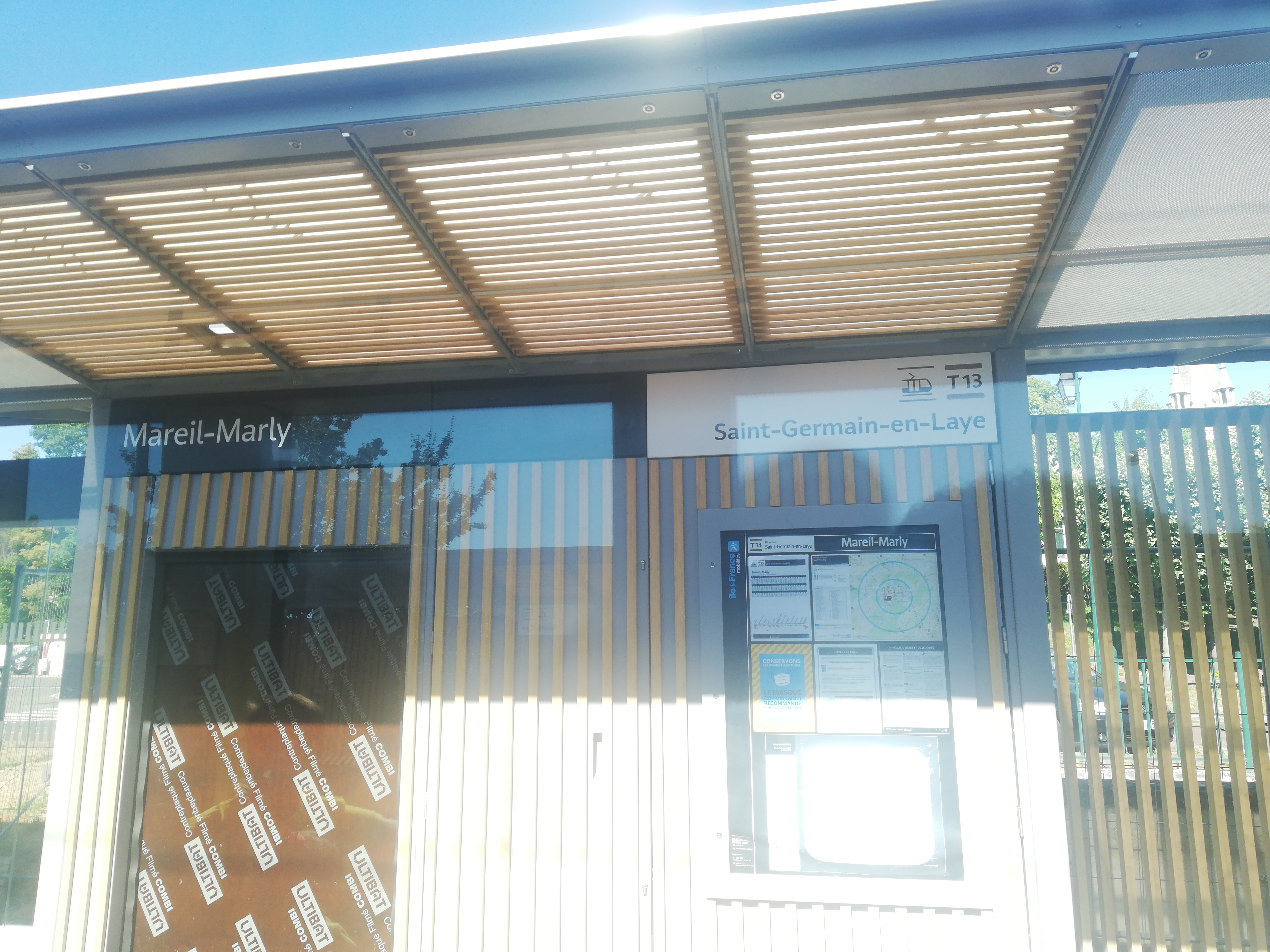
T13 - Mareil-Marly
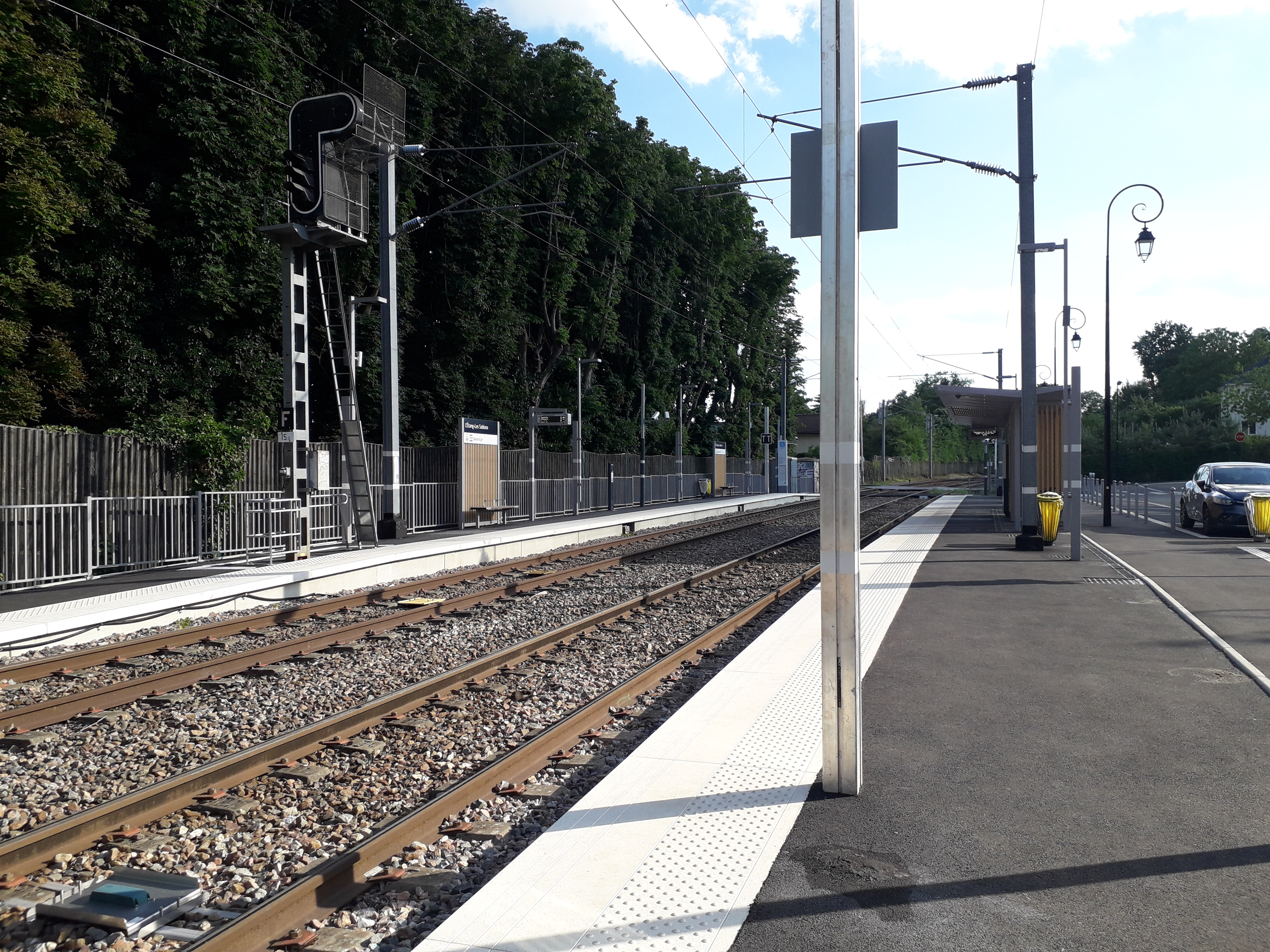
T13 - L'Étang - Les Sablons
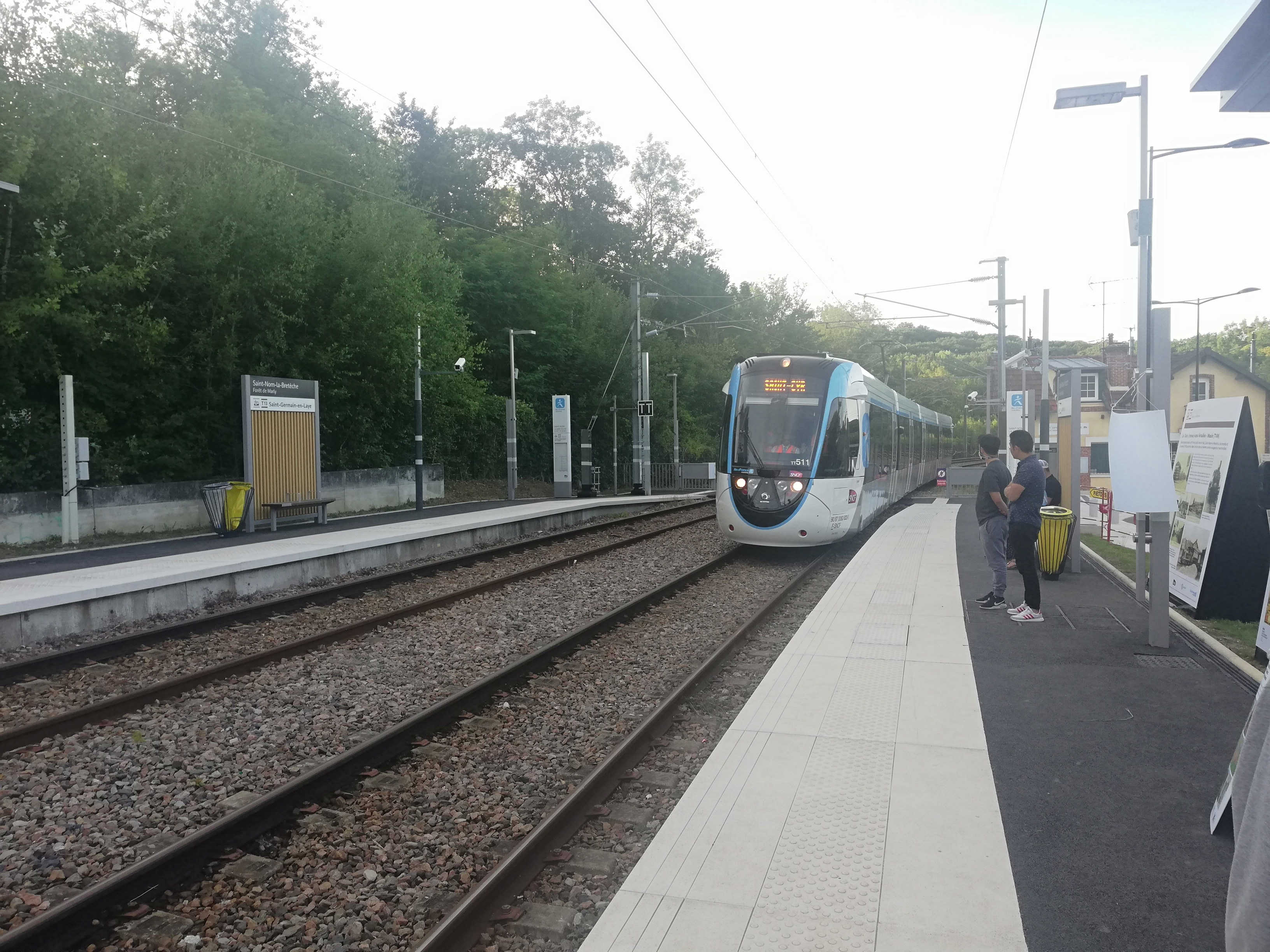
T13 - Saint-Nom-la-Bretèche - Forêt de Marly
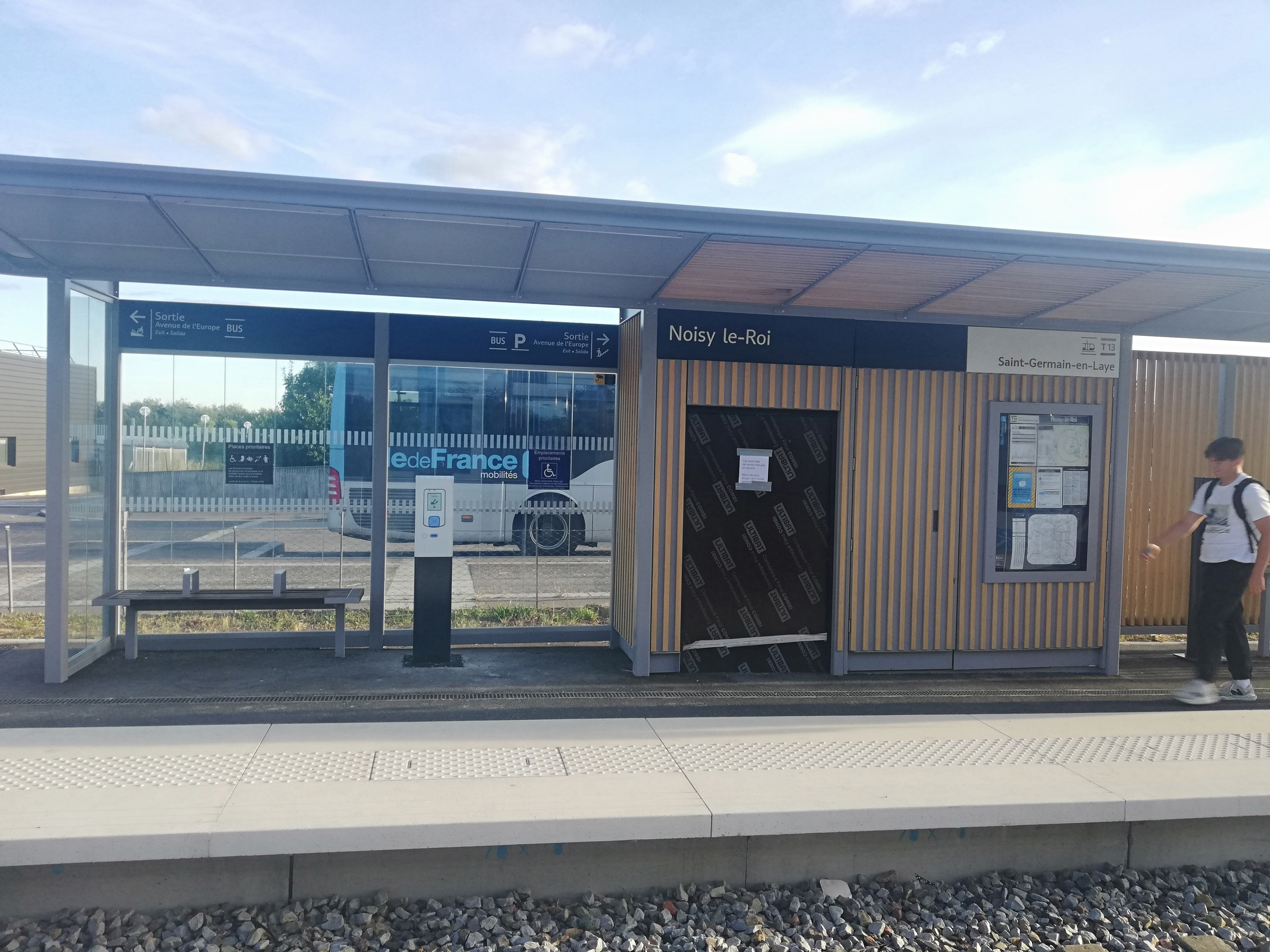
T13 - Noisy-le-Roi
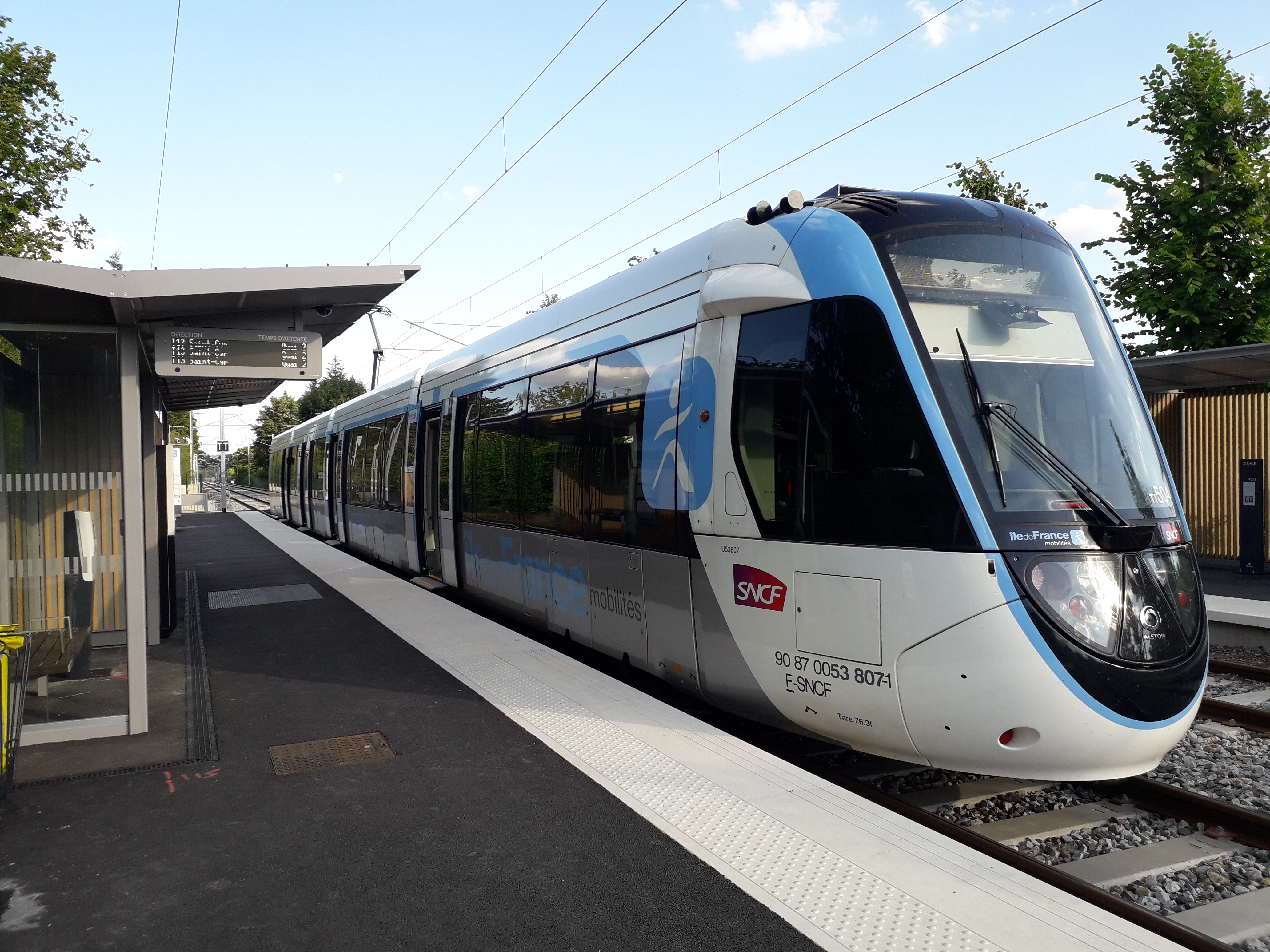
T13 - Bailly
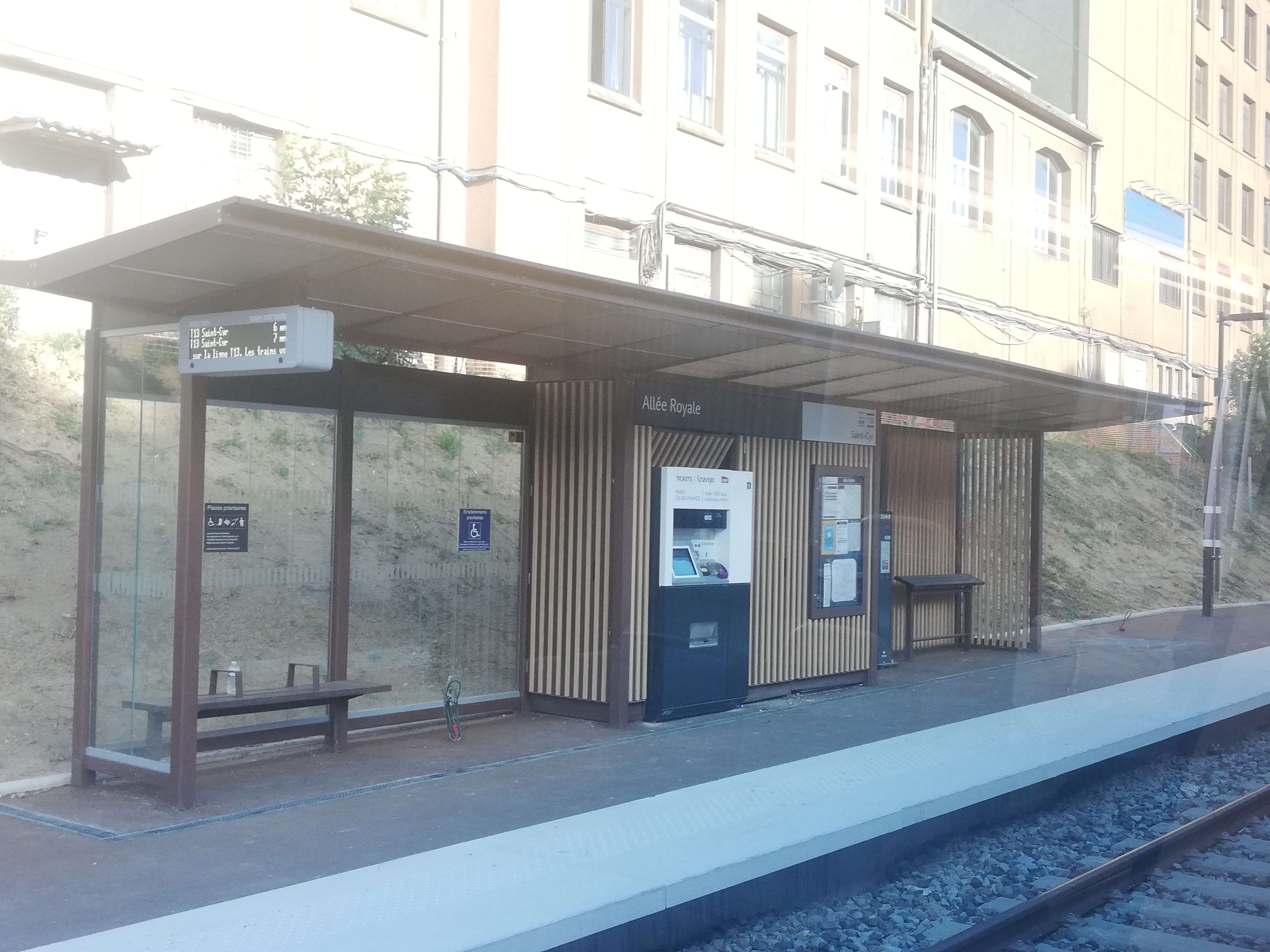
T13 - Allée Royale
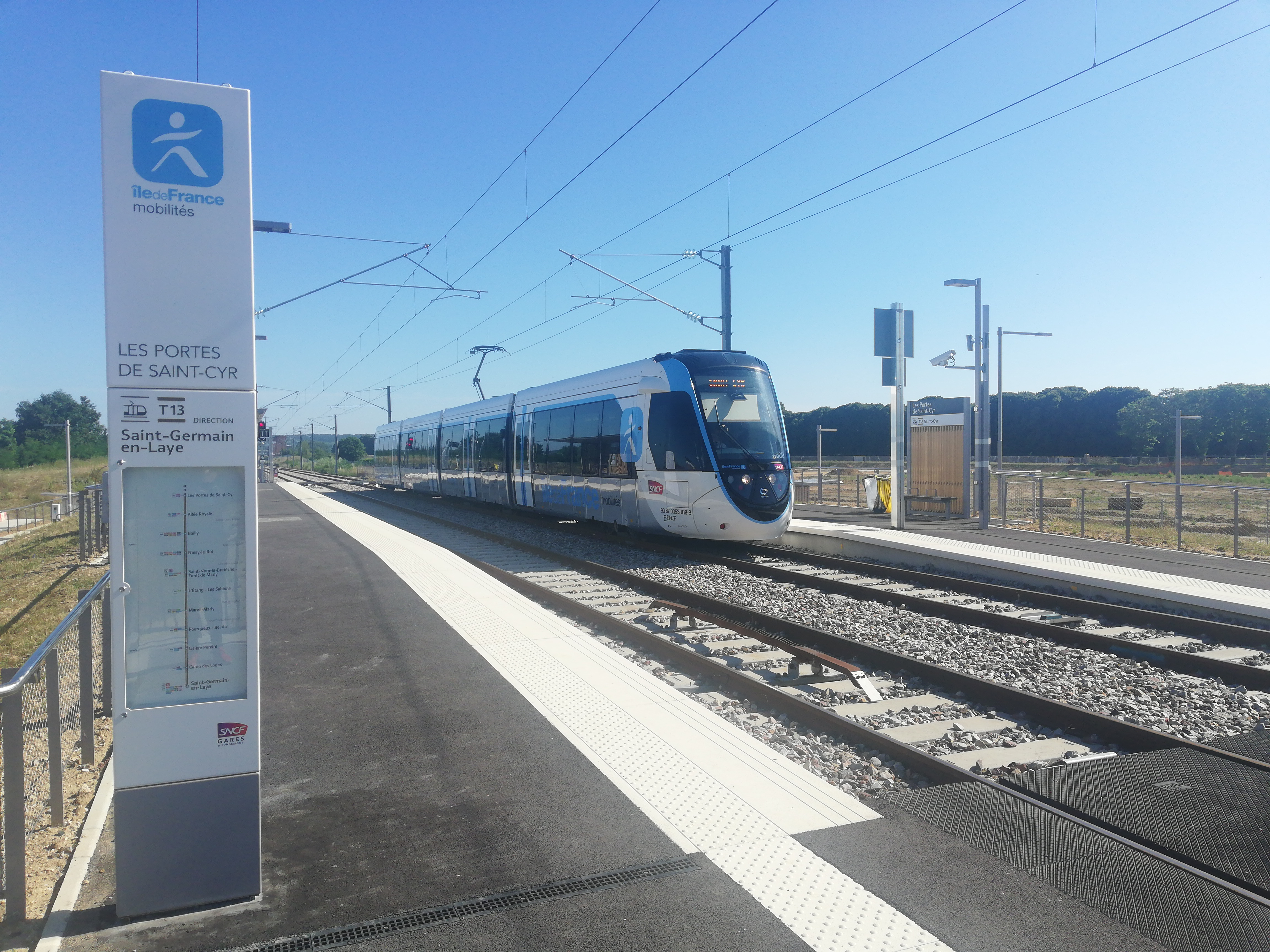
T13 - Les Portes de Saint-Cyr
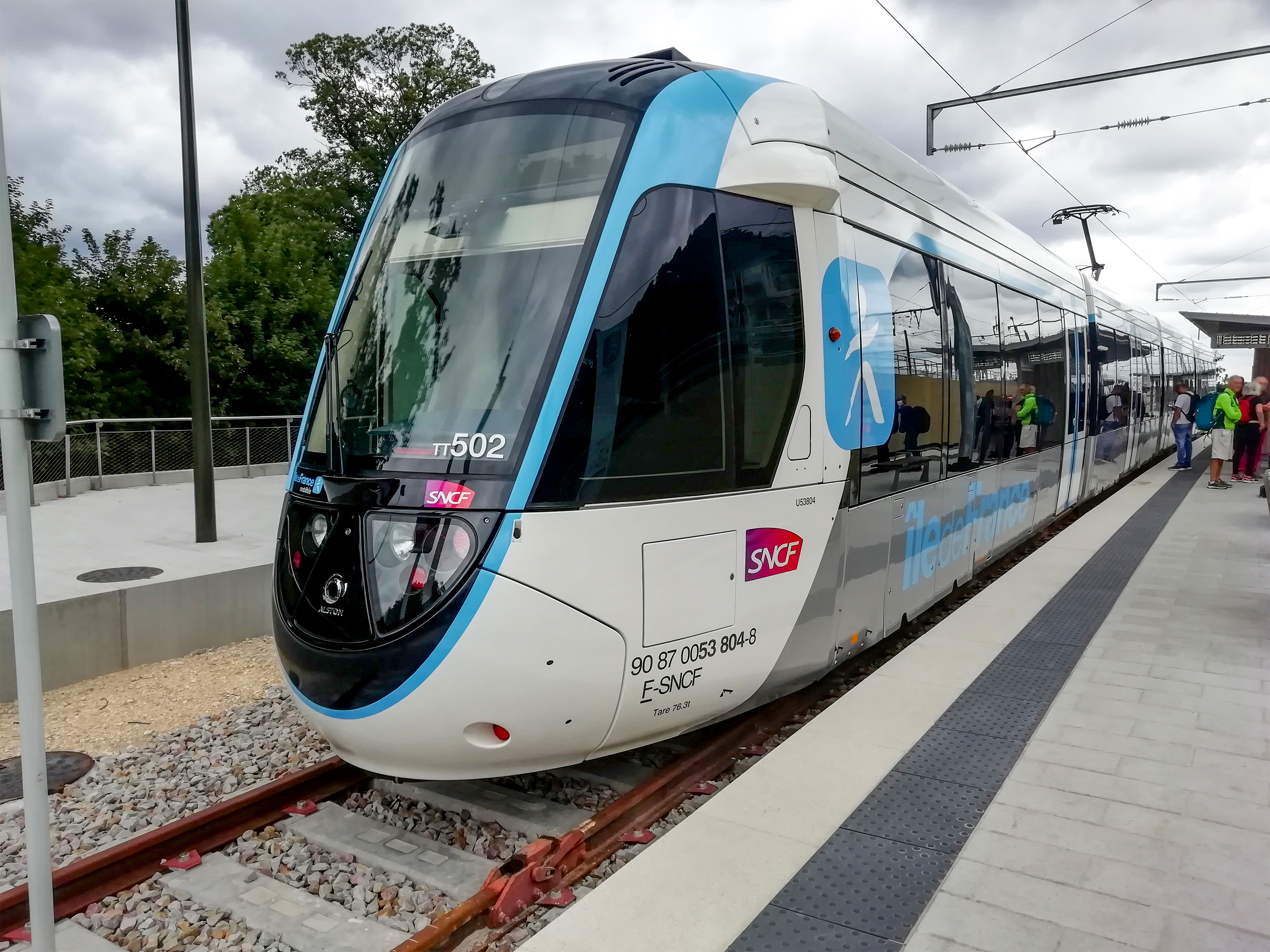
T13 - Saint-Cyr